# Mechi (Zone)
Mechi (Nepali मेची अञ्चल) war eine der 14 ehemaligen Verwaltungszonen in Nepal. 
Sie war nach dem Grenzfluss Mechi benannt und lag in der damaligen Entwicklungsregion Ost im äußersten Osten Nepals. Verwaltungssitz der Verwaltungszone war die Stadt Ilam.
Die Zone bestand aus 4 Distrikten:
- Ilam
- Jhapa
- Panchthar
- Taplejung

Durch die Verfassung vom 20. September 2015 und die daraus resultierende Neugliederung Nepals in Provinzen wurden die Distrikte dieser Zone der neugeschaffenen Provinz Koshi zugeordnet.